# Gangsta's Paradise
«Gangsta's Paradise» es una canción interpretada por los raperos Coolio y L.V. La canción utiliza como base la canción "Pastime Paradise" de Stevie Wonder y fue grabada para la película de 1995 Mentes peligrosas e incluida en la banda sonora de la película Bad Teacher y en el álbum de Coolio Gangsta's Paradise, además de ser incluida en el tráiler de Sonic, la película. También fue incluida en el álbum debut de L.V., I Am L.V., aunque en esta versión no participó Coolio. Coolio ganó el premio Grammy por mejor actuación de rap en solitario por esta canción. En 2006, "Weird Al" Yankovic realizó una parodia titulada "Amish Paradise".
El coro y el puente de la canción fueron muestreados de manera destacada por la cantante británica Ella Henderson para su sencillo de 2024  "Alibi".

## Video musical
El video musical fue dirigido por Antoine Fuqua y tuvo la participación de Michelle Pfeiffer, haciendo el papel que interpretó en la película Mentes peligrosas. El video ganó los premios al mejor video de hip-hop y al mejor video de una película en los MTV Video Music Awards de 1996.

## Listado de canciones
| Sencillo |                                     |          |  |
| N.º      | Título                              | Duración |  |
| 1.       | «Gangsta's Paradise»                | 4:00     |  |
| 2.       | «Gangsta's Paradise» (instrumental) | 3:49     |  |

| N.º | Título                                 | Duración |  |
| 1.  | «Gangsta's Paradise»                   | 4:00     |  |
| 2.  | «Gangsta's Paradise» (instrumental)    | 3:49     |  |
| 3.  | «Fantastic Voyage» (versión del álbum) | 4:04     |  |

## Listas de popularidad
| Lista (1995-1996)                | Posición más alta |
| -------------------------------- | ----------------- |
| AFYVE (España)                   | 20                |
| ARC Weekly Top 40                | 1                 |
| Australian Singles Chart         | 1                 |
| Billboard Hot 100                | 1                 |
| Billboard Hot R&B/Hip-Hop Songs  | 2                 |
| Billboard Hot Rap Tracks         | 1                 |
| Billboard Rhythmic Airplay Chart | 2                 |
| Billboard Top 40 Mainstream      | 17                |
| Eurochart Hot 100                | 1                 |
| Listas musicales de Alemania     | 1                 |
| Listas musicales de Dinamarca    | 1                 |
| Listas musicales de Finlandia    | 1                 |
| Listas musicales de Francia      | 1                 |
| Listas musicales de Irlanda      | 1                 |
| Listas musicales de Italia       | 1                 |
| Latvian Airplay Top (Letonia)    | 1                 |
| Dutch Top 40 (Países Bajos)      | 1                 |
| New Zealand Singles Chart        | 1                 |
| RPM Top Singles (Canadá)         | 29                |
| Sverigetopplistan (Suecia)       | 1                 |
| Swiss Record Charts              | 1                 |
| UK Singles Chart                 | 1                 |
| Ultratop 40 (Valonia)            | 1                 |
| Ultratop 50 (Flandes)            | 1                 |
| VG-lista (Noruega)               | 1                 |
| Ö3 Austria Top 40                | 1                 |

### Certificaciones
| País           | Organismo certificador | Certificación | Simbolización | Ventas    | Ref.   |
| -------------- | ---------------------- | ------------- | ------------- | --------- | ------ |
| Alemania       | BVMI                   | 2× Platino    | 2▲            | 1 000     | [ 9 ]  |
| Australia      | ARIA                   | 3× Platino    | 3▲            | 210 000   | [ 10 ] |
| Austria        | IFPI Austria           | Platino       | ▲             | 50 000    | [ 11 ] |
| Estados Unidos | RIAA                   | 3× Platino    | 3▲            | 3 000     | [ 12 ] |
| Noruega        | IFPI Noruega           | 4× Platino    | 4▲            | 40 000    | [ 13 ] |
| Nueva Zelanda  | RIANZ                  | Platino       | ▲             | 15 000    | [ 14 ] |
| Países Bajos   | NVPI                   | Platino       | ▲             | 75 000    | [ 15 ] |
| Reino Unido    | BPI                    | 2× Platino    | 2▲            | 1 200 000 | [ 16 ] |
| Suecia         | GLF                    | Oro           | ●             | 25 000    | [ 17 ] |

## Cover de Like a Storm
La banda neozelandeza de rock Like a Storm realizó un cover de la canción, que fue publicado en su álbum Chaos Theory: Part 1.

## Cover de Falling in Reverse
La banda estadounidense de post-hardcore, Falling in Reverse, realizó un cover de la canción, que fue publicado en el álbum de covers, Punk Goes 90's Vol. 2, publicado por el sello discográfico Fearless Records.